# Alexandra Kollontajová
Alexandra Michajlovna „Šura“ Kollontajová (rusky Алекса́ндра Миха́йловна Коллонта́й – rozená Domontovičová (Домонто́вич); 31. března 1872, Petrohrad – 9. března 1952, Moskva) byla ruská komunistická revolucionářka. Nejdříve byla členkou strany menševiků, v roce 1915 přestoupila k bolševikům. V roce 1923 se stala sovětskou diplomatickou zástupkyní v Norsku, čímž se stala první ženou na světě v diplomatických službách. Byla také propagátorkou volné lásky. Připisovala se jí teorie sklenice vody.

## Život
Narodila se v březnu 1872 jako dcera vysoce postaveného generála ruské armády a finské selky. V sedmnácti se odmítla stát ženou mladého generáladjutanta cara Alexandra III. a v roce 1893 se provdala za inženýra Vladimira Kollontaje. Porodila mu syna a po 4 letech se rozvedla.
V roce 1897 odjela do Švýcarska, kde na univerzitě vystudovala ekonomiku a statistiku, později odjela do Londýna, kde poznala socialistu Webba, a následně pak do Berlína, kde se seznámila s Kautským a Luxemburgovou. V té době se její bývalý manžel podruhé oženil a jeho nová žena přijala jejího syna za vlastního.
Alexandra se po vyřešení rodinných problémů začala plně věnovat práci v Sociálně demokratické dělnické straně Ruska a záhy se dostala do jejího vedení. Lavírovala mezi menševiky a bolševiky, ale Lenin ji přesvědčil a v roce 1915 přešla k bolševikům. V červnu 1917 byla po prvním pokusu bolševiků o převzetí moci zatčena a nakrátko uvězněna. Ale po Říjnové revoluci, jíž se sama aktivně zúčastnila, se stala lidovou komisařkou (ministryní) sociálního zabezpečení.
Po revoluci si vzala o sedmnáct let mladšího vojenského činitele a předsedu Centrobaltu Pavla Dybenka, s nímž se roku 1922 rozvedla. Na stranických sjezdech prosazovala radikální feministické řešení „ženské otázky“, v roce 1920 založila oddělení žen při ÚV KSR(b). 4. října 1922 se stala první sovětskou a ruskou diplomatkou vůbec, když byla jmenována zplnomocněnou zástupkyní sovětské vlády v Norsku. V září 1926 byla vyslána jako diplomatka do Mexika, ale kvůli zdravotním potížím s tamním klimatem se téhož roku vrátila do Norska.
30. října 1930 se A. M. Kollontajová stala jako první žena v této funkci na světě, vyslankyní (od roku 1943 velvyslankyní) Sovětského svazu ve Švédském království. Zde v diplomatických službách vykonala mnoho pro zachování neutrality Švédska v druhé světové válce. Měla rovněž významný podíl na zprostředkování příměří mezi Moskvou a Finskem v roce 1940 a také na vystoupení Finska z hitlerovské Osy v roce 1944.
Při neúnavné práci se těžce roznemohla na levou ruku i nohu a 18. března 1945 svou misi ve Stockholmu ukončila. Nadále však, jako konzultantka, pracovala pro ministerstvo zahraničí, a to prakticky až do své smrti 9. března 1952

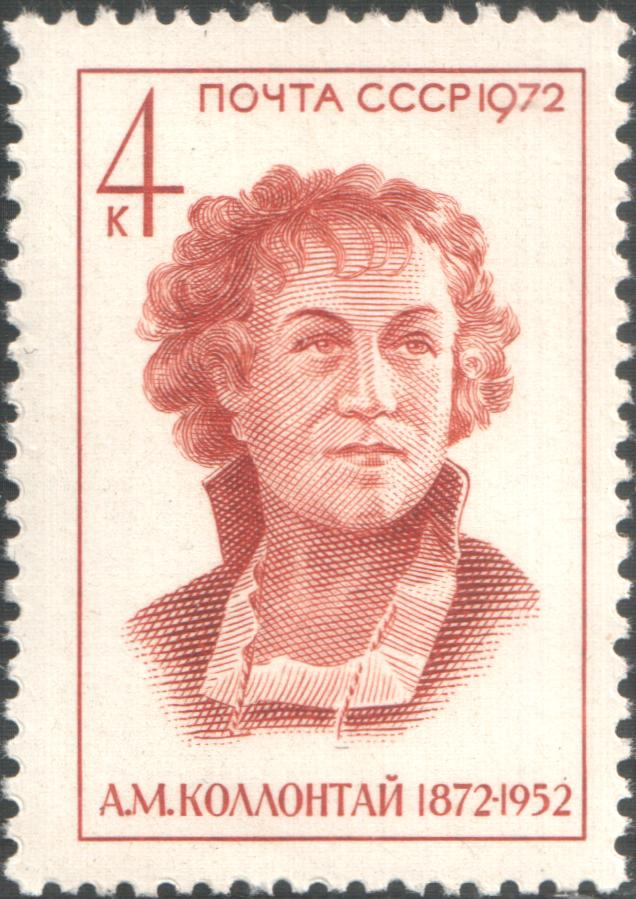
Alexandra Kollontajová na poštovní známce z roku 1972
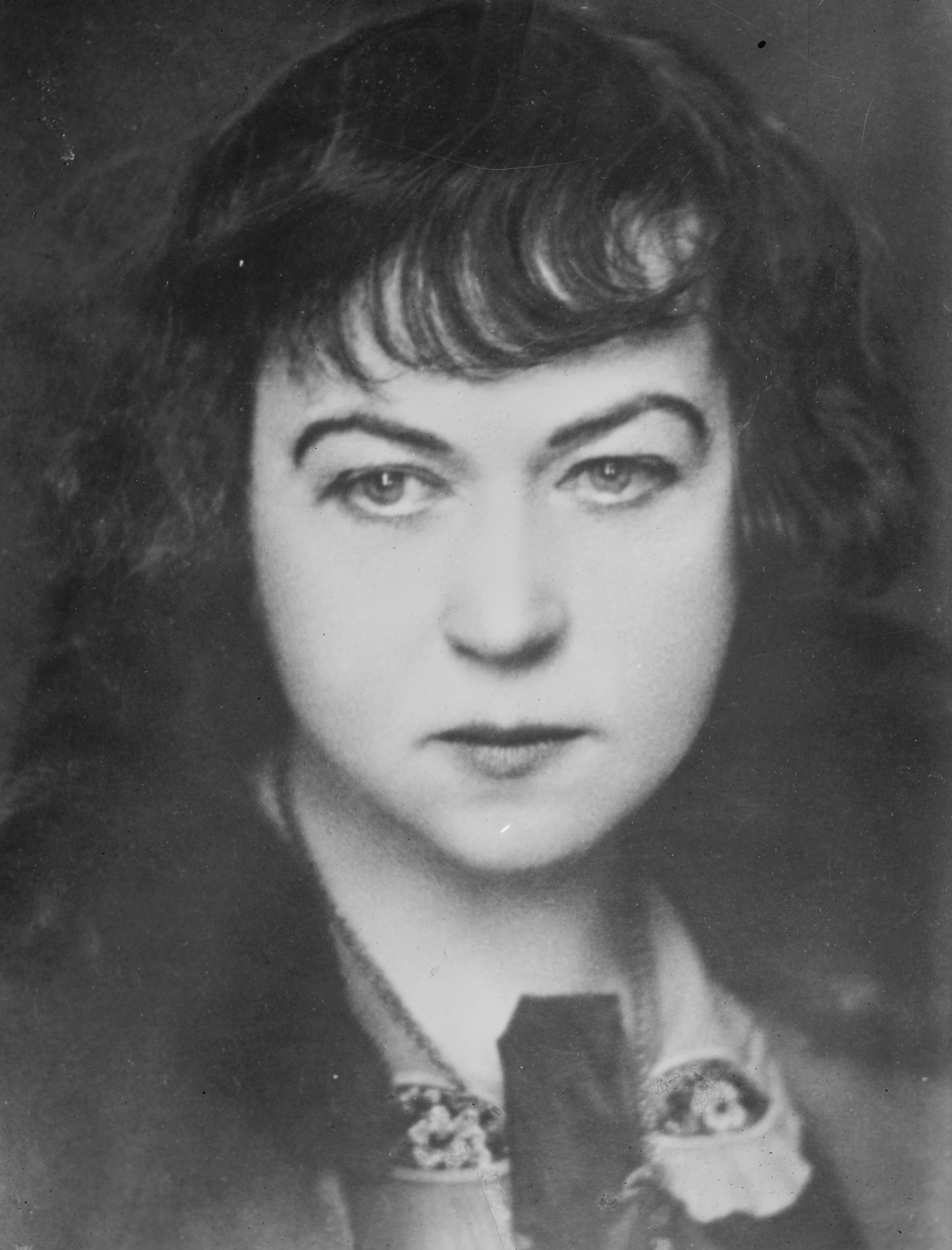
Alexandra Kollontajová

## Dílo
Překlady do češtiny
- KOLLONTAJOVA, Alexandra Michajlovna. Cestu okřídlenému erosu!. Překlad : přeložila Lída Durdíková (1899-1955). Praha: Družstevní nakladatelství "Kniha", 1925. 34 s. (Socialistické epištoly; sv. 9).